# 개태사 철확
개태사 철확(開泰寺 鐵鑊)은 대한민국 충청남도 논산시 연산면 천호리, 개태사지에 있는 고려시대의 철확이다. 1973년 12월 24일 충청남도의 민속문화재 제1호로 지정되었다.

## 개요
개태사는 고려 태조인 왕건이 세운 사찰로, 철확은 이곳 주방에서 사용했다고 전하는 철로 만든 대형 솥이다.
벙거지 모자를 뒤집어 놓은 모양으로, 직경 289cm, 둘레 910cm, 높이 96cm, 두께 3cm이다. 조선시대에 절이 없어지면서 벌판에 방치된 채 있던 것을, 가뭄 때 솥을 다른 곳으로 옮기면 비가 온다고 하여 여러 곳으로 옮겼다가, 일제강점기 서울에서 열린 박람회에 출품된 후 새로 건립한 지금의 개태사에서 보존하고 있다.

## 같이 보기
- 개태사지

## 참고 자료
- 개태사철확 - 국가유산청 국가유산포털